# The Still Voice (film 1913)
The Still Voice è un cortometraggio muto del 1913. Il nome del regista non viene riportato nei credit del film che fu scritto, con lo pseudonimo di George Cameron, da Gladys Rankin, la prima moglie dell'attore Sidney Drew, protagonista della pellicola.

## Trama
Il banchiere Lindsley Ferris, avendo perso un importante documento, accusa della sua scomparsa Steele, il cassiere, che viene licenziato. Steele, senza più lavoro e rimasto vedovo, lascia la città insieme alla figlioletta Marjorie. Così, quando Ferris scopre che il documento scomparso si trovava, in realtà, in un cassetto della propria scrivania, ogni sua ricerca per ritrovare Steele e restituirgli l'onorabilità risulta inutile.
Passano gli anni. Steele ha fatto fortuna ed è diventato milionario, ma il suo chiodo fisso è quello di vendicarsi di Ferris. Ritorna in città, dove sua figlia conosce Arthur, il figlio del suo nemico e se ne innamora. Steele va su tutte le furie e proibisce alla ragazza di rivedere ancora Arthur. Quest'ultimo chiede allora aiuto al padre che si reca da Steele: quando riconosce in lui il suo vecchio cassiere, ingiustamente licenziato, lo supplica di perdonarlo, ma senza successo. Steele, sempre più determinato nella sua vendetta, mette in azione un piano per rovinare il banchiere, prendendo il controllo della società di Ferris. Il vecchio milionario mette in allarme sua sorella perché comincia a dar segni di instabilità: sente delle voci che gli predicano la misericordia, ha una visione di Cristo che predica. I medici tranquillizzano la signora, dicendo che l'uomo ha solo bisogno di riposo. Intanto Ferris, ormai senza speranza, si suicida. Il figlio, ignorando la sua morte, si reca da Steele per chiedergli di non rovinare il padre. Tra i due scoppia una furiosa lite e il giovane finisce per mettere le mani addosso al più anziano. Lo sta quasi per strangolare quando viene fermato da Marjorie. Steele ricomincia a sentire la misteriosa voce che chiede misericordia e, finalmente, cede: chiesta carta e penna, firma un documento per saldare il debito di Ferris. Ma ormai è troppo tardi: nelle strade si sentono gli strilloni urlare l'ultima notizia che riporta il suicidio del banchiere. Steele, sconvolto, resta ucciso dall'emozione.

## Produzione
Il film fu prodotto dalla Vitagraph Company of America.

### Cast
Il film fu fatto praticamente in famiglia: due fra gli attori principali, Sidney Drew e Sidney Rankin Drew, erano - nella vita ma non nel film - padre e figlio; la sceneggiatura si deve a Gladys Rankin (rispettivamente moglie e madre dei due attori) che, nei credit, appare con lo pseudonimo maschile di George Cameron. Commediografa e sceneggiatrice, Gladys Rankin era conosciuta anche con il nome da sposata di Mrs. Sidney Drew. Morì l'anno seguente, nel 1914. Pure il giovane Drew sarebbe morto qualche anno dopo in guerra, ucciso sul fronte francese a soli 26 anni il 19 maggio 1918. Dalla sua morte, il padre non si riprese più, morendo poi il 19 aprile 1919.

## Distribuzione
Distribuito dalla General Film Company, il film - un cortometraggio in due bobine - uscì nelle sale cinematografiche statunitensi il 24 maggio 1913.